# Il gatto meccanico
 Il gatto meccanico (Push-Button Kitty) è un film del 1952 diretto da William Hanna e Joseph Barbera. Distribuito il 6 settembre dello stesso anno, è il settantesimo cortometraggio della serie Tom & Jerry e l'ultimo in cui appare Mammy Due Scarpe. La trama del corto viene inoltre ripresa nell'episodio Il gatto di piombo di domani della serie Tom & Jerry Tales.

## Trama
Stanca della pigrizia di Tom, Mammy Due Scarpe decide di comprare via posta Mechano, un gatto robotico dotato di radiocomando, molto abile a scacciare Jerry di casa. Sentitosi rifiutato, Tom si intristisce per non essere stato considerato affidabile e lascia la casa. Intanto Mechano impedisce a Jerry di tornare nella sua tana, così il topo decide di vendicarsi facendo entrare in casa dei topi meccanici in modo che Mechano esca fuori di testa e inizi a distruggere il soggiorno. Inseguita anch'ella dal robot, Mammy Due Scarpe inizia a urlare facendo ritornare Tom. In quel momento Mechano finisce per autodistruggersi scontrandosi in un tavolino e Tom ingoia accidentalmente il motore. Mammy si pente a Tom giurando di non sostituirlo più, ma la riconciliazione dura poco: Jerry infatti attiva il motore di Mechano con il radiocomando e Tom inizia a inseguire un topo meccanico, distruggendo la casa.